# Enghave Sogn
Enghave Sogn var et sogn i Vesterbro Provsti (Københavns Stift). Sognet lå i Københavns Kommune; indtil Kommunalreformen i 1970 lå det i Sokkelund Herred (Københavns Amt). 
Sognet med kirkerne Bavnehøj Kirke, Enghave Kirke og Vestre Fængsels Kirke indgår nu som en del af Vesterbro Sogn.
I Enghave Sogn findes flg. autoriserede stednavne:
- Kongens Enghave (bebyggelse, ejerlav)
- Enghave (station)
- Sydhavn (station)